# Persone di nome Noel
| Questa pagina contiene informazioni ricavate automaticamente dalle voci biografiche con l'ausilio del template Bio e di un bot. L'aggiornamento è periodico e automatico e ricostruisce completamente la pagina. Se manca una persona in questa lista, sei pregato di non aggiungerla, ma accertati piuttosto che la sua voce biografica contenga il template Bio e che i dati anagrafici siano correttamente compilati. Se il template Bio manca, inseriscilo tu stesso o, in alternativa, metti l'avviso {{tmp\|Bio}} che ne segnala la mancanza. Se i dati riportati sono sbagliati, correggi direttamente la voce biografica; le modifiche saranno visibili in questa lista entro pochi giorni. Per chiarimenti vedi il progetto antroponimi. La lista contiene solo le 59 persone che sono citate nell'enciclopedia e per le quali è stato implementato correttamente il template Bio. Pagina aggiornata al 22 lug 2025. |

Questa è una lista di persone presenti nell'enciclopedia che hanno il nome Noel, suddivise per attività principale.

## Allenatori di calcio(1)
- Noel Sanvicente, allenatore di calcio e ex calciatore venezuelano (Ciudad Guayana, n. 1964)

## Allenatori di sci alpino(1)
- Noel Baxter, allenatore di sci alpino e ex sciatore alpino britannico (Dundee, n. 1981)

## Atleti paralimpici(1)
- Noel Thatcher, ex atleta paralimpico britannico (n. 1966)

## Attori(5)
- Noel Clarke, attore, regista e sceneggiatore britannico (Londra, n. 1975)
- Noel Fisher, attore canadese (Vancouver, n. 1984)
- Noel Gugliemi, attore statunitense (Santa Monica, n. 1970)
- Noel Madison, attore statunitense (New York, n. 1897 - Fort Lauderdale, † 1975)
- Noel Willman, attore e regista teatrale britannico (Derry, n. 1918 - New York, † 1988)

## Attrici(2)
- Noel Francis, attrice statunitense (Temple, n. 1906 - Los Angeles, † 1959)
- Noel Neill, attrice statunitense (Minneapolis, n. 1920 - Tucson, † 2016)

## Bassisti(1)
- Noel Redding, bassista e chitarrista britannico (Folkestone, n. 1945 - Clonakilty, † 2003)

## Calciatori(16)
- Noel Attard, ex calciatore maltese (Sliema, n. 1960)
- Noel Bailie, ex calciatore nordirlandese (Belfast, n. 1971)
- Noel Brotherston, calciatore nordirlandese (Dundonald, n. 1956 - Blackburn, † 1995)
- Noel Buck, calciatore statunitense (Arlington, n. 2005)
- Noel Campbell, calciatore e allenatore di calcio irlandese (Dublino, n. 1949 - † 2022)
- Noel Cantwell, calciatore e allenatore di calcio irlandese (Cork, n. 1932 - † 2005)
- Noel Hunt, ex calciatore irlandese (Waterford, n. 1982)
- Noel Kaseke, ex calciatore zimbabwese (Bulawayo, n. 1980)
- Noel Kinsey, calciatore gallese (Treorchy, n. 1925 - † 2017)
- Noel Larkin, ex calciatore irlandese (Athlone, n. 1955)
- Noel Niemann, calciatore tedesco (Monaco di Baviera, n. 1999)
- Noel Peyton, calciatore irlandese (Dublino, n. 1935 - Leeds, † 2023)
- Noel Törnqvist, calciatore svedese (n. 2002)
- Noel Turner, ex calciatore maltese (Sliema, n. 1974)
- Noel Valladares, ex calciatore honduregno (Comayagua, n. 1977)
- Noel Whelan, ex calciatore inglese (Leeds, n. 1974)

## Cantautori(4)
- Noel Gallagher, cantautore, chitarrista e produttore discografico britannico (Manchester, n. 1967)
- Noel Nicola, cantautore cubano (L'Avana, n. 1946 - L'Avana, † 2005)
- Noel Rosa, cantautore, chitarrista e compositore brasiliano (Rio de Janeiro, n. 1910 - Rio de Janeiro, † 1937)
- Scott Walker, cantautore e compositore statunitense (Hamilton, n. 1943 - Londra, † 2019)

## Cestisti(1)
- Noel Felix, ex cestista statunitense (Los Angeles, n. 1981)

## Chitarristi(1)
- Noel Hogan, chitarrista irlandese (Limerick, n. 1971)

## Ciclisti su strada(1)
- Noël Vantyghem, ciclista su strada e dirigente sportivo belga (Ypresse, n. 1947 - La Panne, † 1994)

## Comici(1)
- Noel Fielding, comico, scrittore e attore britannico (Westminster, n. 1973)

## Compositori(1)
- Noel Bauldewijn, compositore fiammingo (Anversa, † 1529)

## Conduttori radiofonici(1)
- Noel Edmonds, conduttore radiofonico e conduttore televisivo britannico (Ilford, n. 1948)

## Doppiatori(1)
- Noel Blanc, doppiatore statunitense (Los Angeles, n. 1938)

## Fumettisti(2)
- Noel Sickles, fumettista e illustratore statunitense (Chillicothe, n. 1910 - Tucson, † 1982)
- Noel Van Horn, fumettista statunitense (San Francisco, n. 1968)

## Geologi(1)
- Noel Odell, geologo e alpinista britannico (St Lawrence, n. 1890 - † 1987)

## Lottatori(1)
- Noel Loban, ex lottatore britannico (Londra, n. 1957)

## Marciatori(1)
- Noel Freeman, ex marciatore australiano (Preston, n. 1938)

## Medaglisti(1)
- Noel Galea Bason, medaglista e scultore maltese (Floriana, n. 1955)

## Mezzofondisti(1)
- Noel Carroll, mezzofondista irlandese (Annagassan, n. 1941 - Dublino, † 1998)

## Militari(1)
- Noel Godfrey Chavasse, militare e medico britannico (Oxford, n. 1884 - Brandhoek, † 1917)

## Pallanuotisti(1)
- Noel Purcell, pallanuotista irlandese (Dublino, n. 1891 - Dún Laoghaire, † 1962)

## Pianisti(1)
- Noel Mewton-Wood, pianista australiano (Melbourne, n. 1922 - Londra, † 1953)

## Piloti automobilistici(1)
- Noel León, pilota automobilistico messicano (Monterrey, n. 2004)

## Registi(2)
- Noel Black, regista, sceneggiatore e produttore cinematografico statunitense (Chicago, n. 1937 - Santa Barbara, † 2014)
- Noel M. Smith, regista e sceneggiatore statunitense (Rockland, n. 1895 - Los Angeles, † 1955)

## Rugbisti a 15(1)
- Noel Murphy, ex rugbista a 15, allenatore di rugby a 15 e dirigente sportivo irlandese (Cork, n. 1937)

## Sciatori alpini(3)
- Noel Harrison, sciatore alpino, attore e cantante britannico (Londra, n. 1934 - Exeter, † 2013)
- Noel Zwischenbrugger, sciatore alpino austriaco (n. 2001)
- Noel von Grünigen, sciatore alpino svizzero (Zweisimmen, n. 1995)

## Sciatrici alpine(1)
- Noel Lyons, ex sciatrice alpina statunitense (n. 1962)

## Scrittori(1)
- Noel Langley, scrittore e sceneggiatore statunitense (Durban, n. 1911 - Desert Hot Springs, † 1980)

## Storici(2)
- Noel Malcolm, storico, giornalista e scrittore britannico (Surrey, n. 1956)
- Geoffrey Parker, storico britannico (Nottingham, n. 1943)